# 諏訪神社 (高山市丹生川町新張)
諏訪神社（すわじんじゃ）は、岐阜県高山市丹生川町（旧・大野郡丹生川村）に鎮座する神社（諏訪神社）。

## 概要
創立年代は不祥。一説では天正年間、諏訪頼重の七男諏訪頼定がこの地に移り住み、創建したという。別の説では宝徳元年（1449年）に信濃国諏訪大社（下社）の神職がこの地に移り住み開墾。氏神として創建したという。
1871年（明治4年）に村社となる。
1947年（昭和22年）、岐阜県神社庁よりに銀幣社に指定される。

## 主祭神
- 建御名方命
- 八坂刀売命

## 境内社
- 秋葉神社[2]